# Zeitschrift für Geschichtsdidaktik
Die Zeitschrift für Geschichtsdidaktik (kurz ZfGD) beschäftigt sich als Fachzeitschrift mit geschichtsdidaktischen Themen aus schulischem Unterricht und außerschulischer Öffentlichkeit. Sie versteht sich als Forum für alle, die geschichtsdidaktisch forschen, lehren und lernen.
Von 2002 bis 2007 wurde sie im Auftrag der Konferenz für Geschichtsdidaktik von Bernd Schönemann, Waltraud Schreiber und Hartmut Voit herausgegeben. Seit 2008 ist der amtierende Vorstand der Konferenz für Geschichtsdidaktik, zurzeit Sebastian Barsch als Vorsitzender u. a., der Herausgeber der Zeitschrift. Die Zeitschrift für Geschichtsdidaktik erscheint seit 2010 bei Vandenhoeck & Ruprecht (2002–2009 im Wochenschau-Verlag). Seit 2008 ist die ZfGD peer-reviewed.
Die Struktur der Bände wird durch den jeweiligen Themenschwerpunkt geprägt, hinzukommen stets auch thematisch freie Beiträge im Forum-Teil sowie ein ausführlicher, für das vergangene Erscheinungsjahr repräsentativer Rezensionsteil.

## Themenschwerpunkte der einzelnen Jahrgänge
- Jg. 1, 2002: Grundfragen, Forschungsergebnisse, Perspektiven
- Jg. 2, 2003: Das Theoriefundament zu „FUER Geschichtsbewusstsein“ (red. von Waltraud Schreiber)
- Jg. 3, 2004: Gender und Geschichtsdidaktik (red. von Bettina Alavi)
- Jg. 4, 2005: Geschichtskultur in der DDR (red. von Hartmut Voit)
- Jg. 5, 2006: Museum und historisches Lernen (red. von Bernd Schönemann)
- Jg. 6, 2007: Geschichtsdidaktische empirische Forschung (red. von Gerhard Henke-Bockschatz)
- Jg. 7, 2008: Epoche als geschichtsdidaktische Größe (hrsg. von Wolfgang Hasberg)
- Jg. 8, 2009: Bilingualer Geschichtsunterricht (hrsg. von Bärbel Kuhn)
- Jg. 9, 2010: Historisches Lernen an Haupt-, Real- und Gesamtschulen (hrsg. von Andreas Michler)
- Jg. 10, 2011: Raumkonzeptionen in der Historischen Bildung (hrsg. von Dietmar Schiersner)
- Jg. 11, 2012: Menschenrechtsbildung, Holocaust Education, Demokratieerziehung (hrsg. von Susanne Popp und Bettina Alavi)
- Jg. 12, 2013: Visual History (hrsg. von Markus Bernhardt)
- Jg. 13, 2014: Forschungsfeld Geschichtslehrkräfte (hrsg. von Manfred Seidenfuß)
- Jg. 14, 2015: Sprache und historisches Lernen (hrsg. von Saskia Handro)
- Jg. 15, 2016: Geschichtsdidaktik postkolonial (hrsg. von Bernd-Stefan Grewe)
- Jg. 16, 2017: Geschichtskultur (hrsg. von Béatrice Ziegler)
- Jg. 17, 2018: Fakten und Fiktionen (hrsg. von Andreas Körber)
- Jg. 18, 2019: ORIENT? (hrsg. von Björn Onken)
- Jg. 19, 2020: bewegte Bilder (hrsg. von Christian Bunnenberg)
- Jg. 20, 2021: Kerncurricula und Lehrpläne im Fach Geschichte (hrsg. von Meik Zülsdorf-Kersting)
- Jg. 21, 2022: Heimat(en). Diskurse und Perspektiven aus geschichtsdidaktischer Sicht (hrsg. von Juliane Brauer und Lale Yildrim)